# X̌
La X̌ (minúscula: x̌ ), llamada X con caron , es una letra latina utilizada en la escritura del colville-okanagan, haíɫzaqvḷa, makah, wají y lushootseed, o en la romanización del pastún. Se compone de la letra X con el diacrítico carón, otra versión es: X̌ʷ.

## Codificación
La X con caron se puede representar con los siguientes caracteres en Unicode:
| formas    | representación | puntos de código | descripción                        |
| --------- | -------------- | ---------------- | ---------------------------------- |
| Mayúscula | X̌              | U+0058 U+030C    | letra mayúscula latina x con caron |
| minúscula | x̌              | U+0078 U+030C    | letra minúscula latina x con caron |